# قائمة الأندية الفائزة بالبطولة الوطنية المغربية
هَذهِ قائمة الأندية الفائزة بالبطولة الوطنية المغربية وهي الأندية التي حقّقت الصدارة خلال مختلف مواسم البطولة الوطنية المغربية منذ انطلاقته، لتحديد الفائز بلقبه، حيثُ يفوز بالدوري الفريق الذي يُحقق أكبر عدد من النقاط عند نهاية الموسم. يُعتبر نادي الوداد الرياضي، أكثر نادٍ حقَّق البُطولة.

## الأندية الفائزة
| النادي             | عدد الألقاب | سنوات التتويج |
| الوداد الرياضي     | 22          | 1948، 1949، 1950، 1951، 1955، 1957، 1966، 1969، 1976، 1977، 1978، 1986، 1990، 1991، 1993، 2006، 2010، 2015، 2017، 2019، 2021، 2022 |
| الجيش الملكي       | 13          | 1961، 1962، 1963، 1964، 1967، 1968، 1970، 1984، 1987، 1989، 2005، 2008، 2023                                                       |
| الرجاء الرياضي     | 13          | 1988، 1996، 1997، 1998، 1999، 2000، 2001، 2004، 2009، 2011، 2013، 2020، 2024                                                       |
| المغرب الفاسي      | 4           | 1965، 1979، 1983، 1985 |
| النادي القنيطري    | 4           | 1960، 1973، 1981، 1982 |
| نادي سطاد المغربي  | 3           | 1928، 1931، 1944 |
| الراسينغ الرياضي   | 3           | 1945، 1954، 1972 |
| المغرب التطواني    | 2           | 2012، 2014 |
| حسنية أكادير       | 2           | 2002، 2003 |
| الكوكب المراكشي    | 2           | 1958، 1992 |
| إتحاد طنجة         | 1           | 2018 |
| الفتح الرباطي      | 1           | 2016 |
| أولمبيك خريبكة     | 1           | 2007 |
| النادي المكناسي    | 1           | 1995 |
| الأولمبيك البيضاوي | 1           | 1994 |
| شباب المحمدية      | 1           | 1980 |
| المولودية الوجدية  | 1           | 1975 |
| الرجاء الملالي     | 1           | 1974 |
| النهضة السطاتية    | 1           | 1971 |
| نجم الشباب         | 1           | 1959 |

### بترتيب الجهات
| الجهة                   | عدد الألقاب | فرق الجهة المُتوجة بالدوري |
| ----------------------- | ----------- | --- |
| جهة الدار البيضاء سطات  | 37          | الوداد الرياضي (17)، الرجاء الرياضي (13)، الراسينغ الرياضي (3)، الأولمبيك البيضاوي (1)، نجم الشباب (1)، النهضة السطاتية (1)، شباب المحمدية (1) |
| جهة الرباط سلا القنيطرة | 21          | الجيش الملكي (13)، النادي القنيطري (4)، نادي سطاد المغربي (3)، الفتح الرباطي (1)                                                               |
| جهة فاس مكناس           | 5           | المغرب الفاسي (4)، النادي المكناسي (1) |
| جهة طنجة تطوان          | 3           | المغرب التطواني (2)، إتحاد طنجة (1) |
| جهة مراكش أسفي          | 2           | الكوكب المراكشي (2) |
| جهة سوس ماسة            | 2           | حسنية أكادير (2) |
| جهة بني ملال خنيفرة     | 2           | رجاء بني ملال (1)، أولمبيك خريبكة (1) |
| جهة الشرق               | 1           | المولودية الوجدية (1) |